# Shades of Grey (ER)
Shades of Grey is de negentiende aflevering van het vierde seizoen van de televisieserie ER, die voor het eerst werd uitgezonden op 23 april 1998.

## Verhaal
Dr. Benton moet zich verantwoorden voor zijn collega's na het incident in de operatiekamer met dr. Morgenstern. Zijn collega's vinden dat hij verkeerd gehandeld heeft door zijn meerdere opzij te zetten tijdens een operatie en wordt hierom geschorst. Tot zijn opluchting bekent dr. Morgenstern hierna dat hij fout zat en dr. Benton goed gehandeld heeft. Ondertussen merkt hij dat de romantische relatie met zijn collega dr. Corday moeilijker is op de werkvloer dan eerst gedacht.
Dr. Anspaugh heeft het moeilijk als zijn zoon Scott de strijd tegen zijn kanker heeft verloren en is overleden. Jeanie Boulet steunt hem hierin en zingt voor Scott zijn lievelingslied op de begrafenis.
Dr. Del Amico krijgt een patiënte onder haar hoede die een abortus wil, dr. Del Amico heeft hier persoonlijke bezwaren tegen en weigert dit te doen, dr. Weaver neemt het over en voert de abortus uit. 
Dr. Carter laat het ziekenhuis als wettelijk vertegenwoordiger het gezag overnemen bij een minderjarige patiënt die, volgens dr. Carter, misbruikt is. Later krijgt dr. Carter toch hier twijfels over en vraagt zich af of hij juist gehandeld heeft. Ondertussen heeft hij besloten om zijn financiële toelage van zijn grootouders stop te zetten, dit valt hem zwaarder dan eerst gedacht. 
Dr. Ross heeft zijn handen vol aan een gewonde zwangere patiënte, haar ouders en haar vriend. 

## Rolverdeling

### Hoofdrol
- Anthony Edwards - Dr. Mark Greene
- George Clooney - Dr. Doug Ross
- Noah Wyle - Dr. John Carter
- Eriq La Salle - Dr. Peter Benton
- Laura Innes - Dr. Kerry Weaver
- Alex Kingston - Dr. Elizabeth Corday
- Maria Bello - Dr. Anna Del Amico
- Paul McCrane - Dr. Robert Romano
- John Aylward - Dr. Donald Anspaugh
- Brooke Stephens - Evette Anspaugh
- Sam Anderson - Dr. Jack Kayson
- William H. Macy - Dr. David Morgenstern
- Gloria Reuben - Jeanie Boulet
- Julianna Margulies - verpleegster Carol Hathaway
- Ellen Crawford - verpleegster Lydia Wright
- Deezer D - verpleger Malik McGrath
- Conni Marie Brazelton - verpleegster Connie Oligario
- Laura Cerón - verpleegster Chuny Marquez
- Lily Mariye - verpleegster Lily Jarvik
- Gedde Watanabe - verpleger Yosh Takata
- Dinah Lenney - verpleegster Shirley
- Brian Lester - ambulancemedewerker Brian Dumar
- Emily Wagner - ambulancemedewerker Doris Pickman
- Montae Russell - ambulancemedewerker Dwight Zadro
- Lyn Alicia Henderson - ambulancemedewerker Pamela Olbes
- Abraham Benrubi - Jerry Markovic

### Gastrol
- Badja Djola - Mike Lembreaux
- Art LaFleur - Miles Kearney
- Marc Lawrence - Mr. Newton
- John Hostetter - jongere Mr. Newton
- Michele Morgan - Allison Beaumont
- Mike Genovese - politieagent Al Grabarsky
- Tony Abatemarco - bankmedewerker
- Renee Faia - Brianna Thomas
- Cristine Rose - Mrs. Martinez
- Judd Trichter - Judd Trichter

en vele andere